# Mont-Cenis-Bahn
| |                    |                                                |                                                |
| Streckenlänge: | 77 km              |                                                |                                                |
| Spurweite: | 1100 mm            |                                                |                                                |
| Maximale Neigung: | 88 ‰               |                                                |                                                |
| Zahnstangensystem: | Fell-Mittelschiene |                                                |                                                |
| Streckengeschwindigkeit: | 25 km/h            |                                                |                                                |
| |                    |                                                |                                                |
| \| \| \| von Torino \| \| \| \| 0 \| Susa \| 503 m s.l.m. \| \| \| \| Molaretto \| 1029 m s.l.m. \| \| \| \| Cenischia \| \| \| \| \| Bard \| 1483 m s.l.m. \| \| \| \| rio del Giaset \| \| \| \| \| Frankreich/Italien seit 1947 \| \| \| \| \| Cenischia \| \| \| \| \| Grand-Croix \| 1880 m s.l.m. \| \| \| \| Roncia \| \| \| \| \| Col du Mont Cenis, Frankreich/Italien bis 1947 \| \| \| \| \| Ospizio del Moncenisio \| 2036 m s.l.m. \| \| \| \| Arc \| \| \| \| \| La Ramasse \| \| \| \| \| Lanslebourg-Mont-Cenis \| 1399 m s.l.m. \| \| \| \| Termignon \| 1300 m s.l.m. \| \| \| \| Arc \| \| \| \| \| Bramans \| 1194 m s.l.m. \| \| \| \| St. Anne \| \| \| \| \| Arc \| \| \| \| \| Modane \| 1057 m s.l.m. \| \| \| \| Fourneaux \| 1051 m s.l.m. \| \| \| \| Charmaix \| \| \| \| \| La Praz (Saint-André) \| 957 m s.l.m. \| \| \| \| \| \| \| \| \| von Modane \| \| \| \| 77 \| Saint-Michel-de-Maurienne \| 698 m s.l.m. \| \| \| \| nach Culoz \| \| |                    |                                                |                                                |
| Strecke |                    | von Torino                                     | von Torino                                     |
| Kopfbahnhof Streckenanfang (Strecke außer Betrieb) · Kopfbahnhof Streckenende | 0                  | Susa                                           | 503 m s.l.m.                                   |
| Haltepunkt / Haltestelle (Strecke außer Betrieb) |                    | Molaretto                                      | 1029 m s.l.m.                                  |
| Brücke über Wasserlauf (Strecke außer Betrieb) |                    | Cenischia                                      | Cenischia                                      |
| Haltepunkt / Haltestelle (Strecke außer Betrieb) |                    | Bard                                           | 1483 m s.l.m.                                  |
| Brücke über Wasserlauf (Strecke außer Betrieb) |                    | rio del Giaset                                 | rio del Giaset                                 |
| Grenze (Strecke außer Betrieb) |                    | Frankreich/Italien seit 1947                   | Frankreich/Italien seit 1947                   |
| Brücke über Wasserlauf (Strecke außer Betrieb) |                    | Cenischia                                      | Cenischia                                      |
| Haltepunkt / Haltestelle (Strecke außer Betrieb) |                    | Grand-Croix                                    | 1880 m s.l.m.                                  |
| Brücke über Wasserlauf (Strecke außer Betrieb) |                    | Roncia                                         | Roncia                                         |
| Grenze (Strecke außer Betrieb) |                    | Col du Mont Cenis, Frankreich/Italien bis 1947 | Col du Mont Cenis, Frankreich/Italien bis 1947 |
| Haltepunkt / Haltestelle (Strecke außer Betrieb) |                    | Ospizio del Moncenisio                         | 2036 m s.l.m.                                  |
| Brücke über Wasserlauf (Strecke außer Betrieb) |                    | Arc                                            | Arc                                            |
| Haltepunkt / Haltestelle (Strecke außer Betrieb) |                    | La Ramasse                                     | La Ramasse                                     |
| Haltepunkt / Haltestelle (Strecke außer Betrieb) |                    | Lanslebourg-Mont-Cenis                         | 1399 m s.l.m.                                  |
| Haltepunkt / Haltestelle (Strecke außer Betrieb) |                    | Termignon                                      | 1300 m s.l.m.                                  |
| Brücke über Wasserlauf (Strecke außer Betrieb) |                    | Arc                                            | Arc                                            |
| Haltepunkt / Haltestelle (Strecke außer Betrieb) |                    | Bramans                                        | 1194 m s.l.m.                                  |
| Brücke über Wasserlauf (Strecke außer Betrieb) |                    | St. Anne                                       | St. Anne                                       |
| Brücke über Wasserlauf (Strecke außer Betrieb) |                    | Arc                                            | Arc                                            |
| Bahnhof (Strecke außer Betrieb) |                    | Modane                                         | 1057 m s.l.m.                                  |
| Haltepunkt / Haltestelle (Strecke außer Betrieb) |                    | Fourneaux                                      | 1051 m s.l.m.                                  |
| Brücke über Wasserlauf (Strecke außer Betrieb) |                    | Charmaix                                       | Charmaix                                       |
| Bahnhof (Strecke außer Betrieb) |                    | La Praz (Saint-André)                          | 957 m s.l.m.                                   |
| Brücke über Wasserlauf (Strecke außer Betrieb) |                    |                                                |                                                |
| Strecke (außer Betrieb) · Strecke von links |                    | von Modane                                     | von Modane                                     |
| Kopfbahnhof Streckenende (Strecke außer Betrieb) · Bahnhof | 77                 | Saint-Michel-de-Maurienne                      | 698 m s.l.m.                                   |
| Strecke |                    | nach Culoz                                     | nach Culoz                                     |

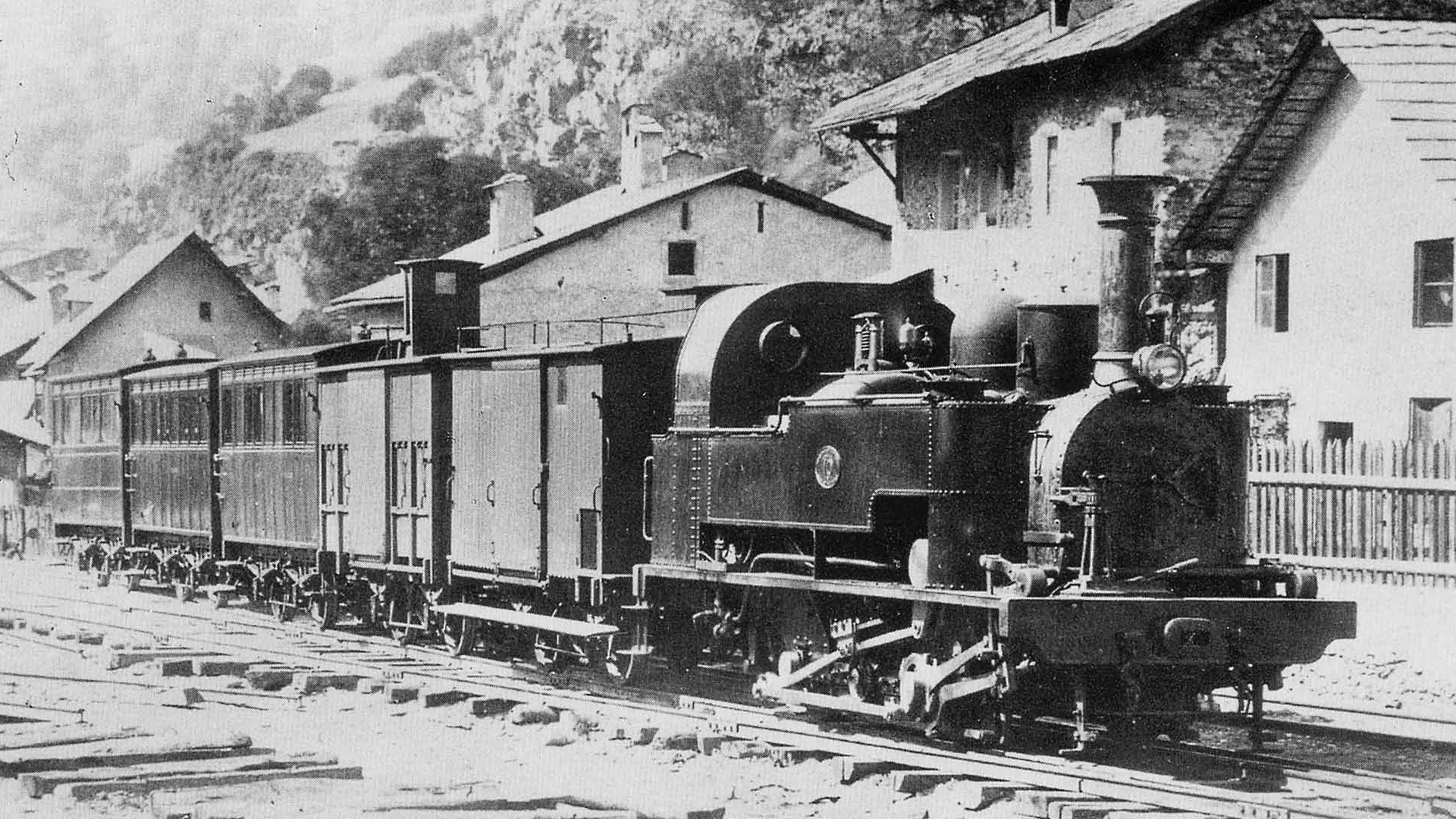
Dampfzug mit Fell-Lokomotive der Mont-Cenis-Bahn im Zeitraum 1868–1871

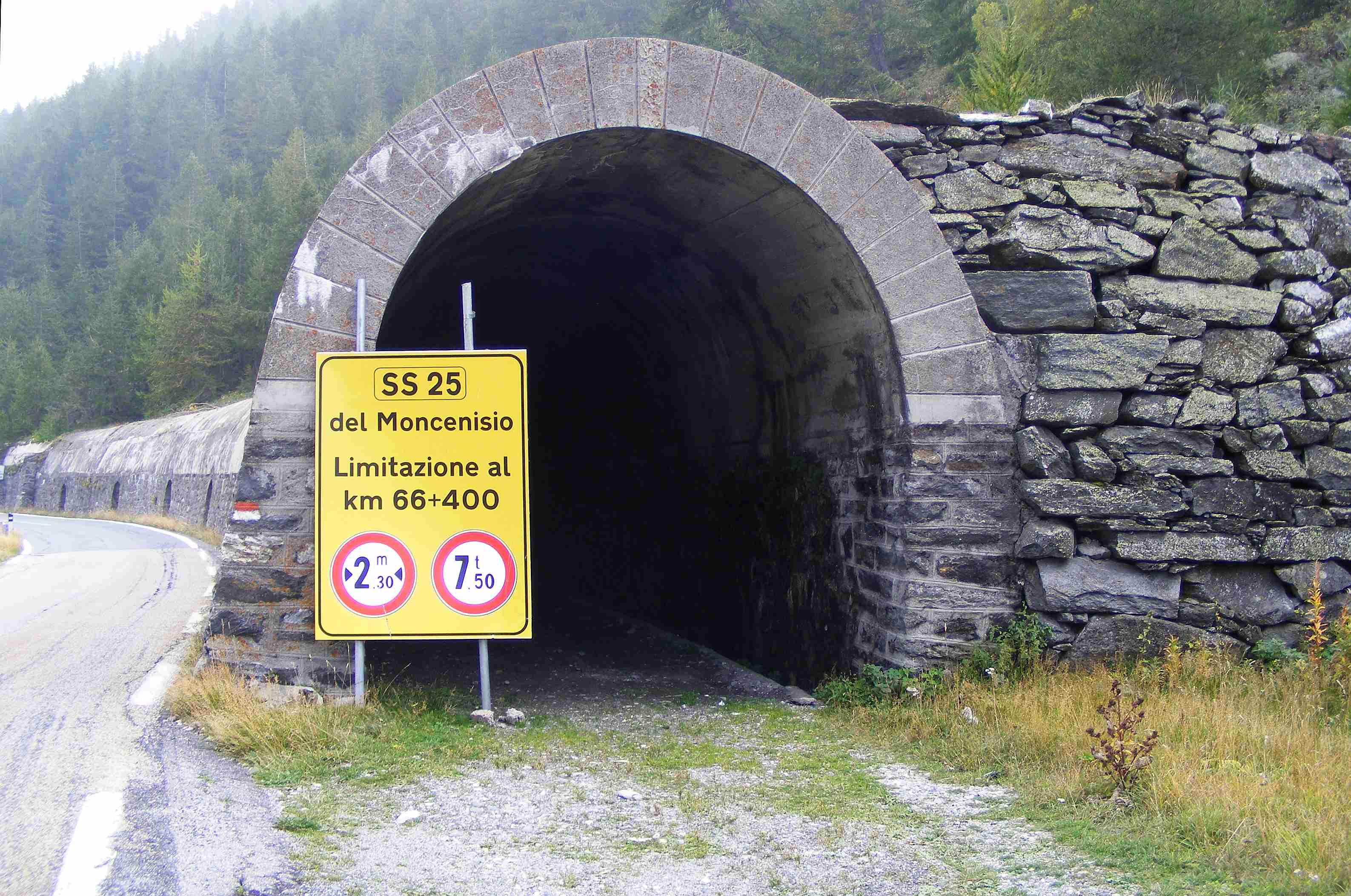
Tunnelmund der ersten Bahn auf italienischer Seite

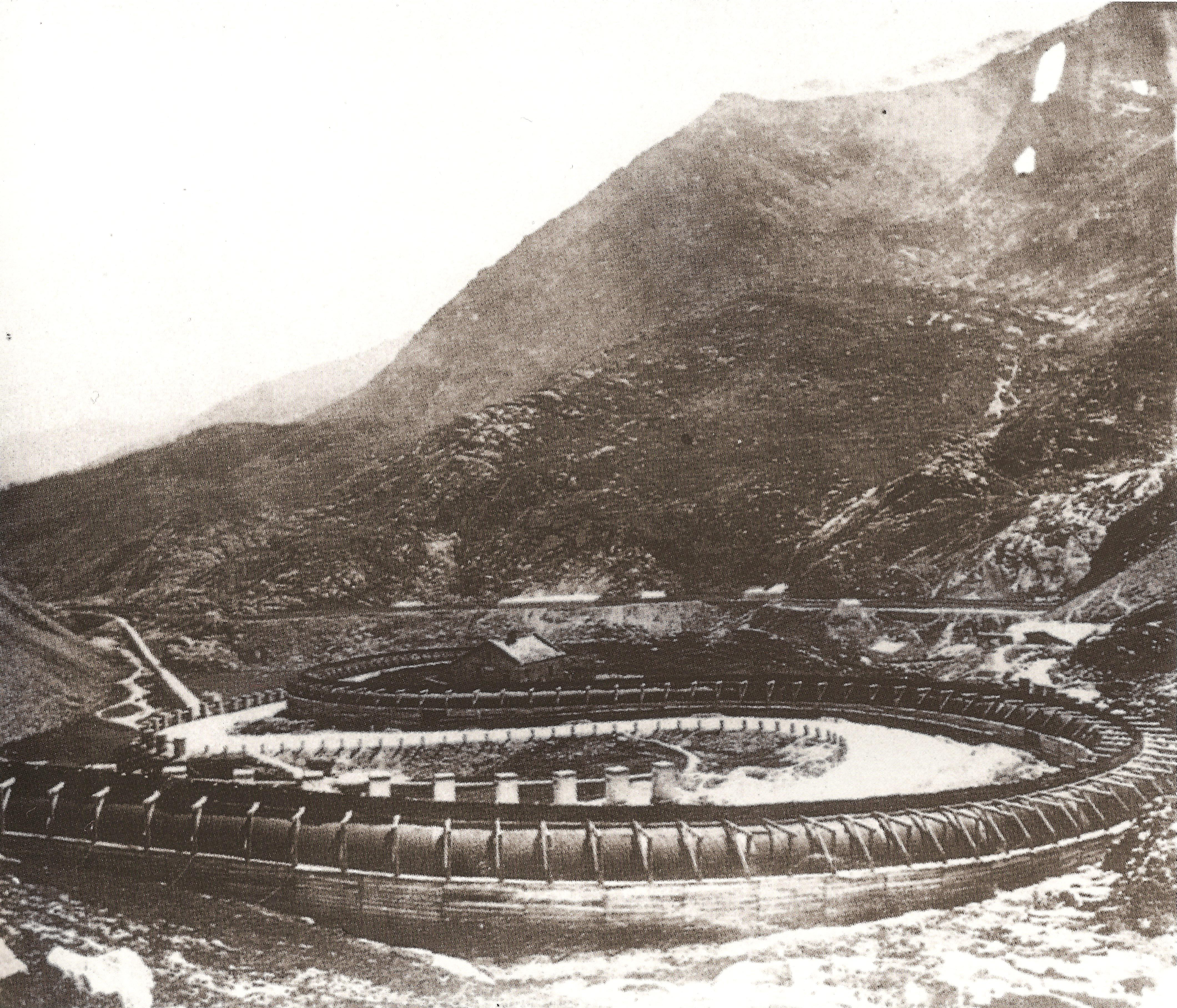
Zeitgenössisches Foto der Bahnstrecke unterhalb des heutigen Staudamms

Die Mont-Cenis-Bahn war eine von 1868 bis 1871 betriebene internationale Eisenbahnstrecke an der Grenze zwischen Frankreich und Italien über den 2081 Meter hohen Mont-Cenis-Pass zwischen Modane und Susa.
Obwohl bereits 1857 die Arbeiten am Mont-Cenis-Eisenbahntunnel unter dem Mont Cenis begonnen hatten, wurde durch die private Bahngesellschaft Ferrovia del Moncenisio 1865 mit dem Bau einer Bahnstrecke über den Pass begonnen; man nahm an, dass sich die Strecke bereits während der Tunnelbauzeit amortisiert hätte.
Die Linie wurde am 23. Mai 1868 eröffnet.
Bereits drei Jahre später und damit deutlich früher als ursprünglich geplant wurde der nur etwa 30 km entfernte Eisenbahntunnel eröffnet. Technische Innovationen hatten den anfangs nur sehr langsam fortschreitenden Bau des Tunnels erheblich verkürzt. Mit der Eröffnung des Tunnels wurde die Strecke über den Pass stillgelegt.
Teile der Trasse sowie ein Personenwagen sind noch erhalten.
Die Strecke hatte eine Spurweite von 1100 mm und eine maximale Steigung von 88 Promille, die mit einer Mittelschiene nach dem System Fell zur Erhöhung der Rad-Schiene-Reibung bewältigt wurde. Eine der Lokomotiven war auf der Weltausstellung Paris 1867 zu sehen. Größere Teile der Strecke verliefen unter Wellblech-Röhren, welche die Strecke vor Schneeverwehungen schützten.

Zeichnung der Fell-Lokomotive
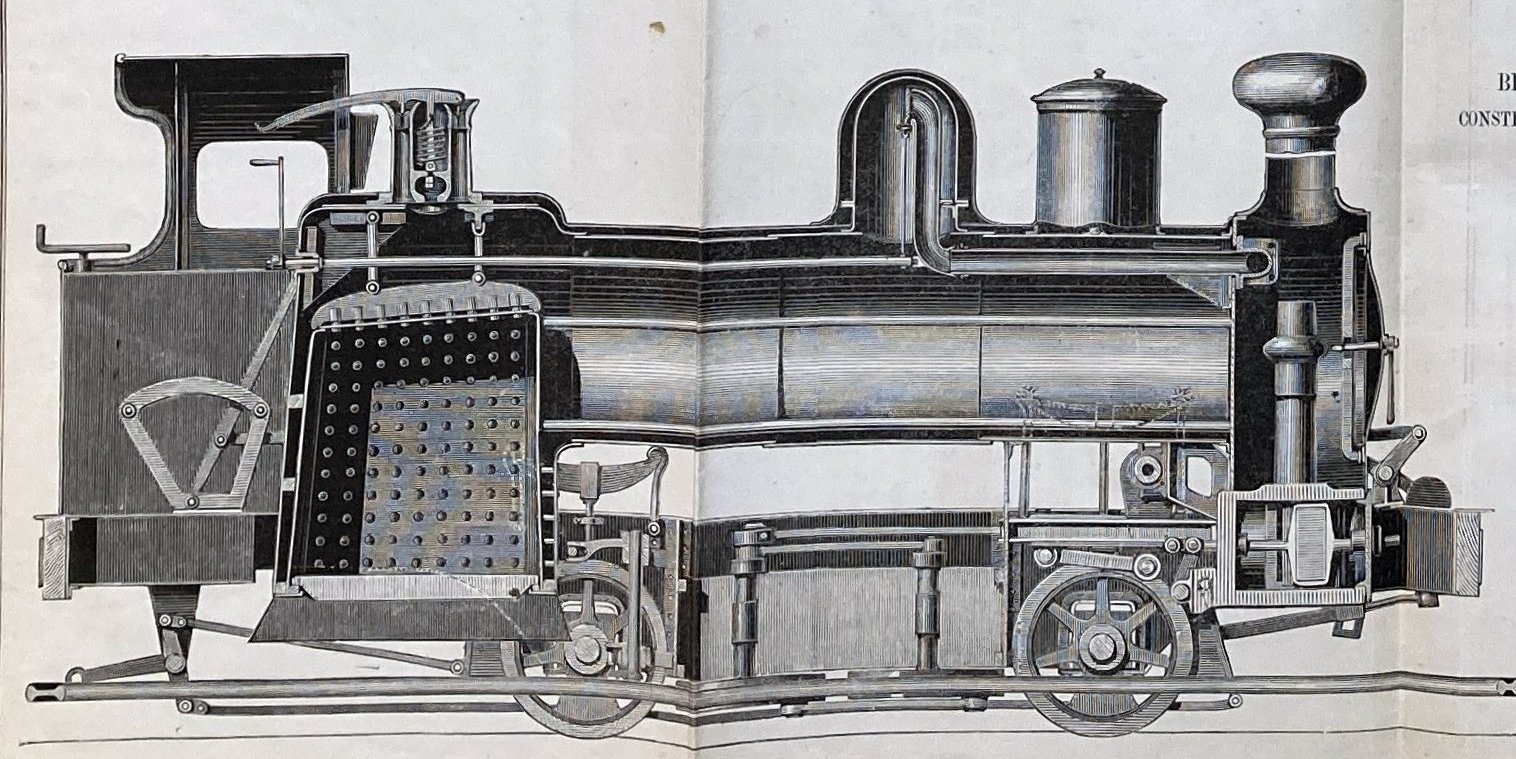
Längsschnitt
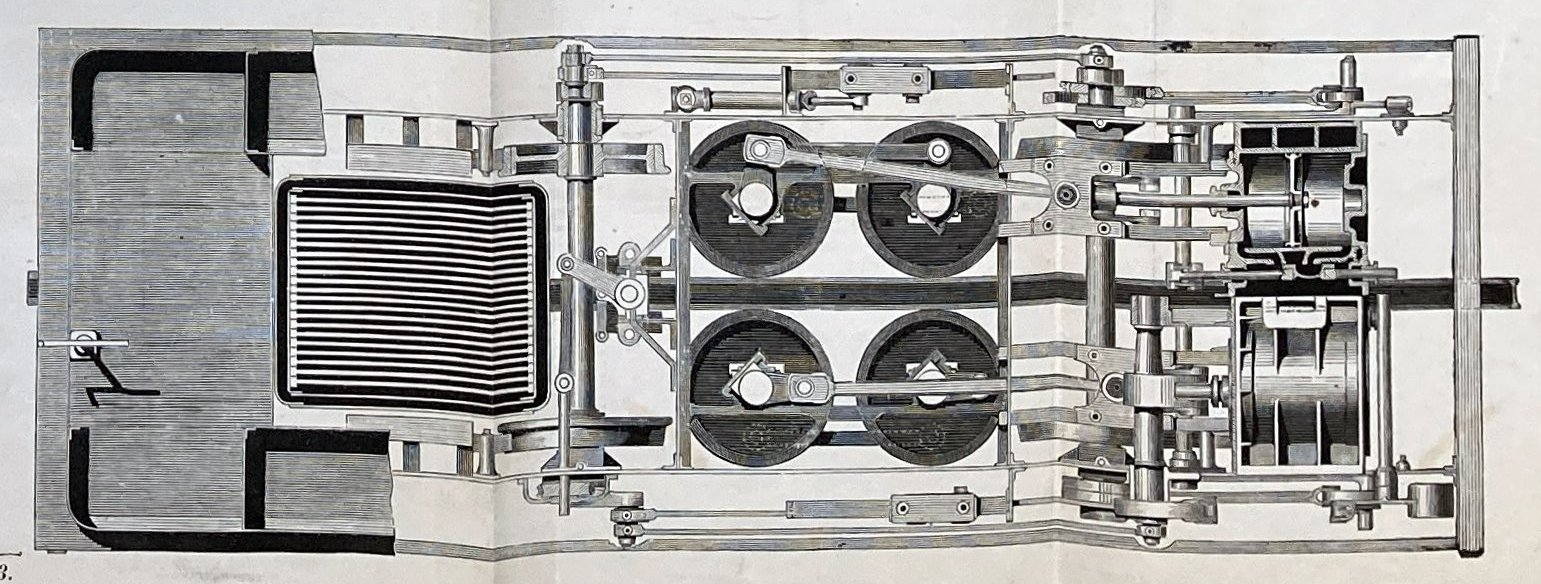
Grundriss